# 拳无虚发系列
拳无虚发（官方译为）是由任天堂開發第三部部長竹田玄洋和伙伴和田诚创作的拳击电子游戏系列。系列首作为街机游戏《拳无虚发》（Punch-Out!!），续作为《超级拳无虚发》（Super Punch-Out!!）。之后续作登上家用游戏机，包括红白机的《拳无虚发》（Punch-Out!!）、超级任天堂的《超级拳无虚发》（Super Punch-Out!!）和Wii续作《拳无虚发》（Punch-Out!!）。2009年11月，白金任天堂俱乐部成员获得《道克·路易斯的拳无虚发》（Doc Louis's Punch-Out!!）的下载码。系列还有衍生作品《Arm Wrestling》。《Arm Wrestling》仅在北美街机发行，这是任天堂最后独立开发发行的街机游戏。

## 註解
1. ↑  2000年6月更名為「任天堂綜合開發本部」，2015年9月16日與「任天堂系統開發本部」被合併為「任天堂平台技術開發本部」。